# Werner Gantenbein

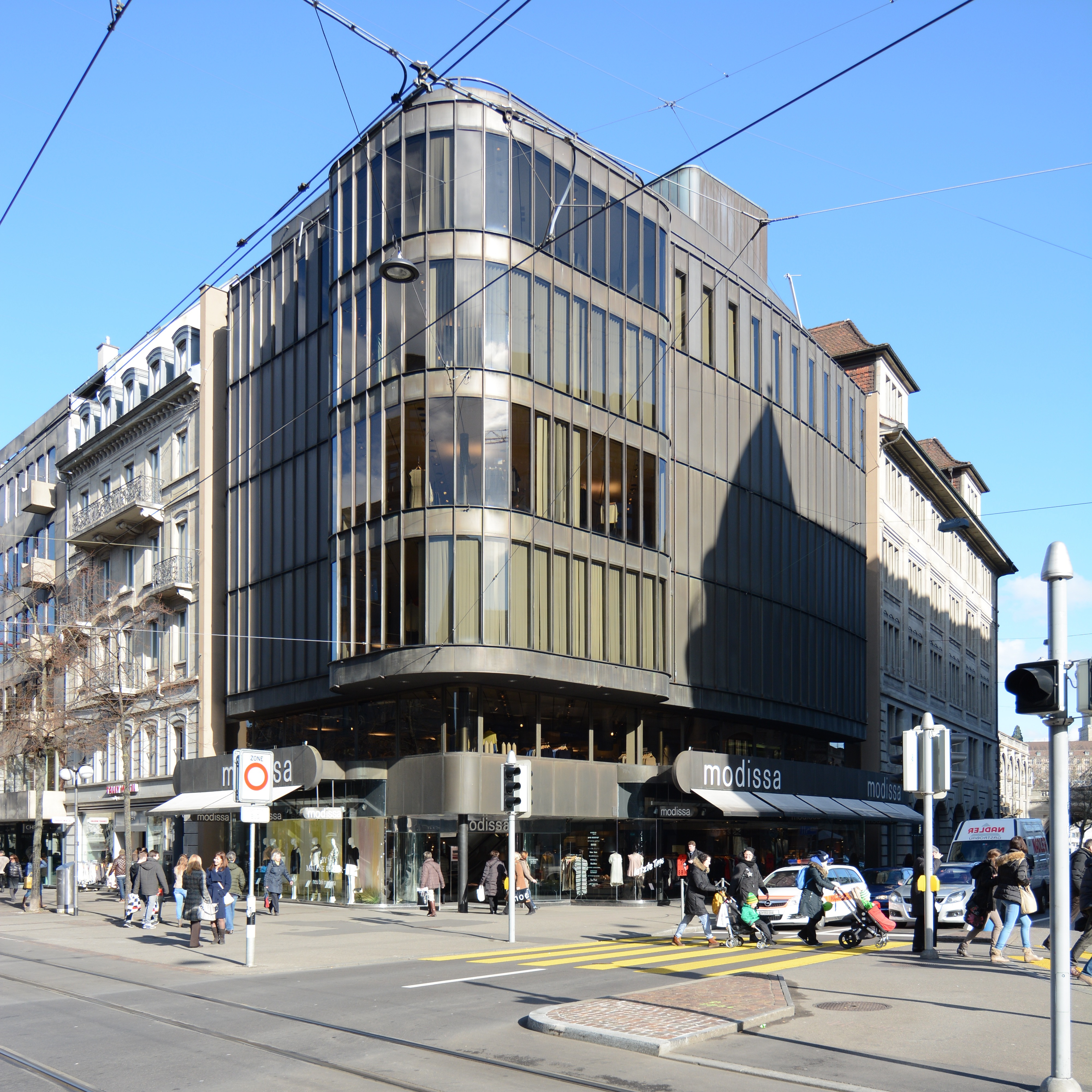
Das Geschäftshaus Modissa in der Bahnhofstrasse, Zürich, erbaut 1975

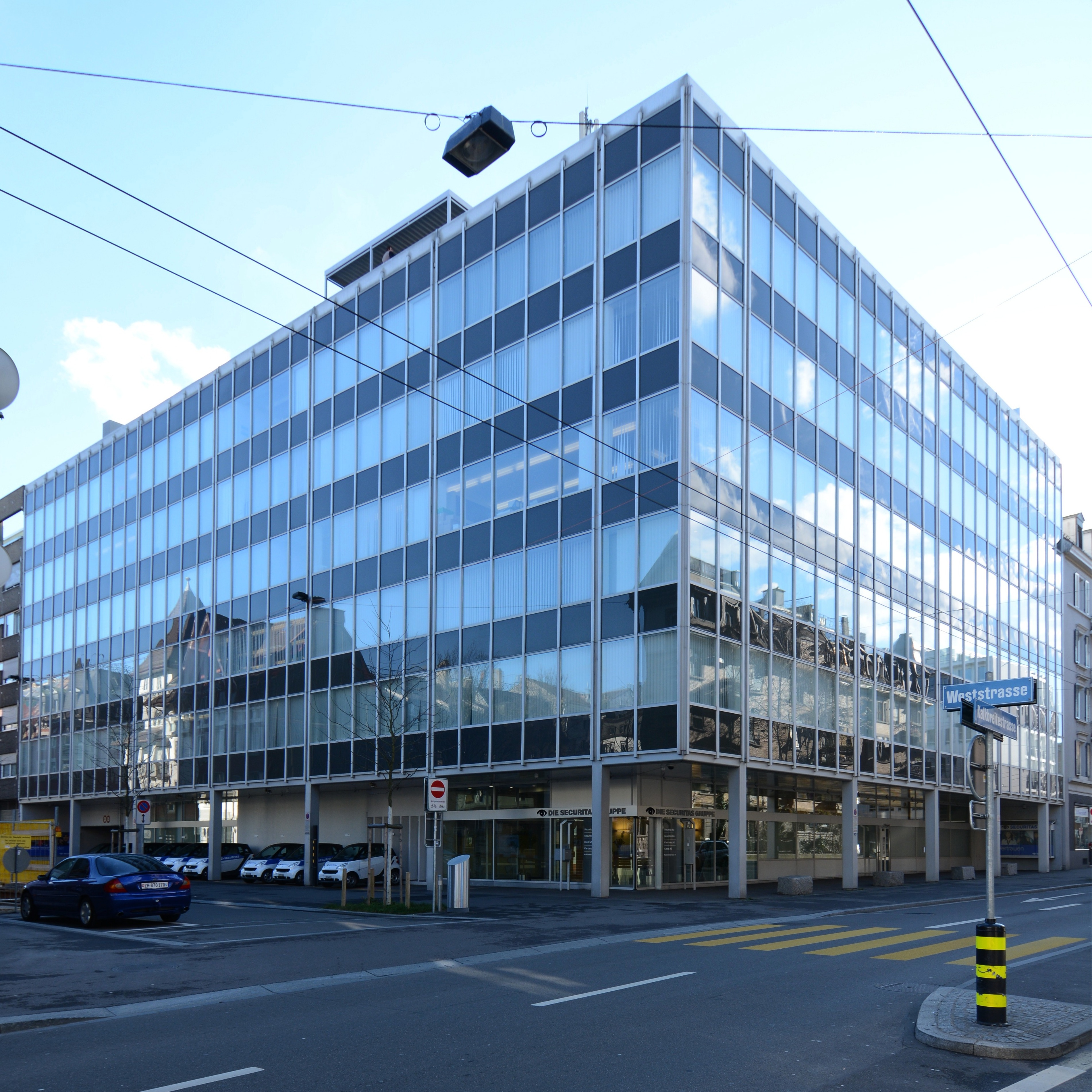
Ehemalige schweizerische Zentralverwaltung der BP Benzin & Petroleum AG, Zürich, erbaut 1969

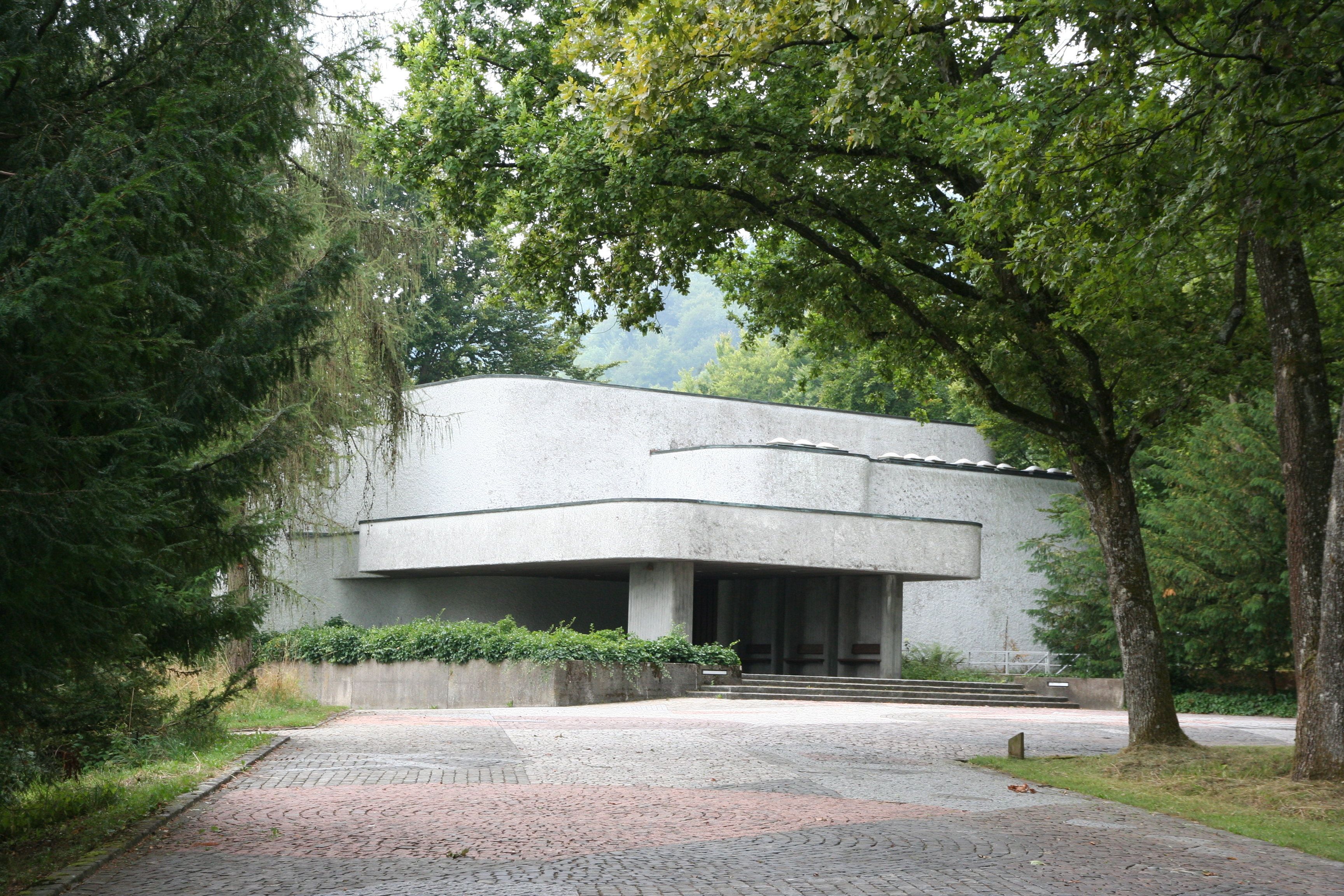
Friedhof Üetliberg

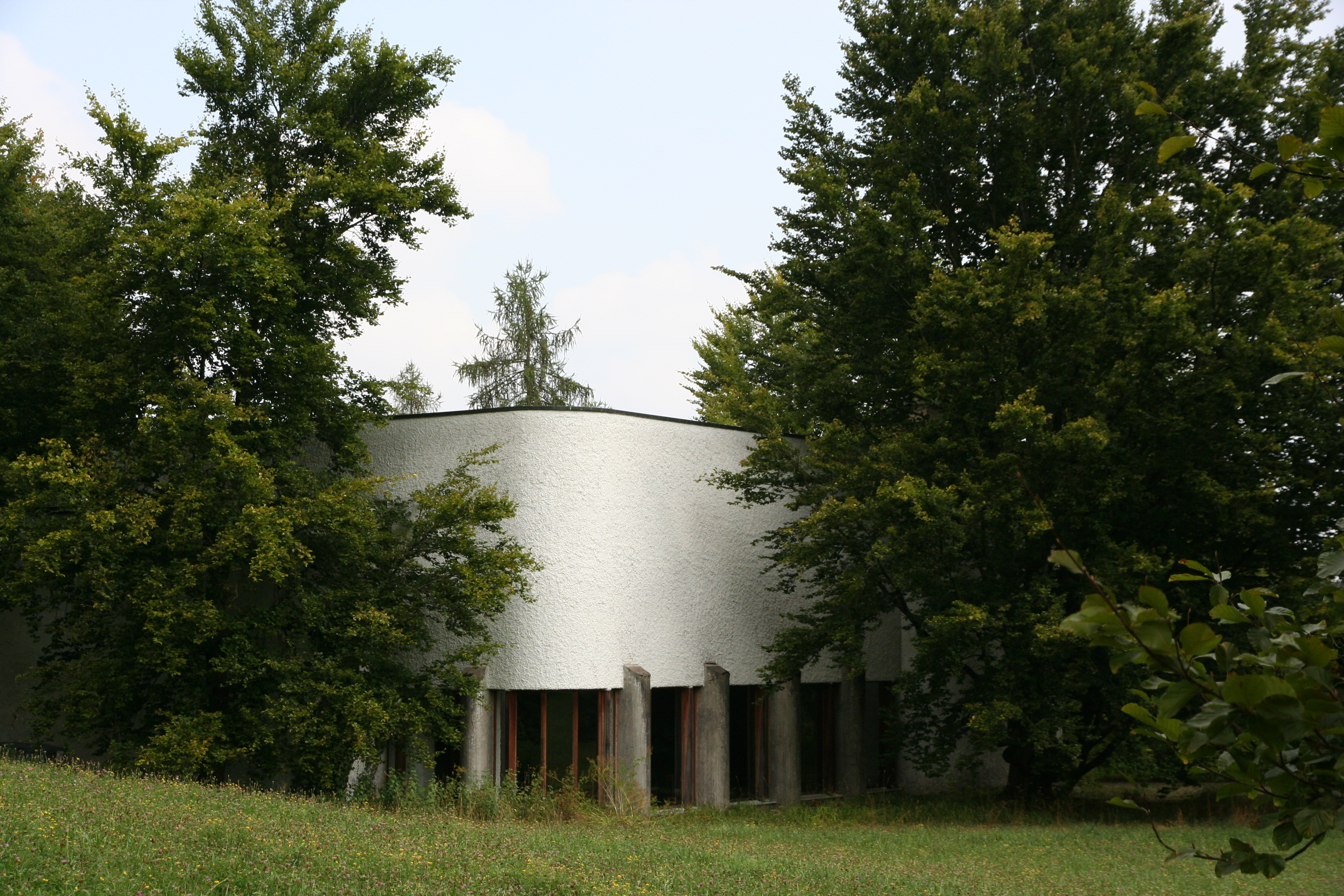
Friedhof Üetliberg

Werner Gantenbein (* 7. Oktober 1924 in Buchs SG; † 25. April 2004 in Zumikon) war ein Schweizer Architekt.

## Leben
Nach dem Schulbesuch in Schiers studierte Gantenbein 1945 bis 1949 an der ETH Zürich Architektur. Praktika oder Mitarbeit bei Braillard (Lausanne), Hunziker (Brugg) und Burckhardt (Zürich) erfolgten vor oder während des Studiums. Wichtige Hochschullehrer waren für ihn Friedrich Hess, Hans Hofmann und William Dunkel. Am Lehrstuhl Dunkels erhielt er nach dem Studium auch eine Assistentenstelle und arbeitete in seinem Büro. 1953 konnte er sich selbständig machen, er eröffnete ein Büro in Zürich mit Zweigniederlassung in seiner Heimatstadt Buchs. 1959 wurde er in den BSA aufgenommen.
Gantenbein durfte im Laufe seiner Karriere zweimal die Schweizer Pavillons bei Weltausstellungen planen, nämlich eine Struktur aus sechseckigen Waben für die Expo 58 in Brüssel und die Expo '67 in Montréal.
Die Schwerpunkte seines Schaffens liegen in Buchs und Zürich. Stadtbildprägend für Zürich an der Ecke Urania- und Bahnhofstrasse ist unter anderem das Geschäftshaus Modissa von 1975 mit der gebogenen Metallfassade, das die Auszeichnung guter Bauten erhielt und 2013 ins Denkmalschutzinventar der Stadt Zürich übernommen wurde. Ebenfalls die Auszeichnung guter Bauten erhielten das Geschäftshaus für die SUISA (1962–67) sowie für die Überbauung zum Bauhof in Oerlikon, das ebenfalls 2013 in den Denkmalschutz inventarisiert wurde.

## Bauten
- 1950er: Betriebsgebäude Elektrizitätswerk, Buchs SG
- 1950er: Schulhaus mit Turnhalle, Gams SG
- 1954–1957: Papierfabrik, Versoix
- 1956–1957: Landhaus, Buchs SG
- 1957–1959: Mühlebachpapier-Lagerhaus, Lager- und Bürohaus, Brugg
- 1958: Bahnpostgebäude, Buchs SG
- 1958: Schweizer Pavillon, Weltausstellung, Brüssel (Projektleitung: Monica Brügger)[7]
- 1959: Grenzsanitätsgebäude, Buchs SG
- 1961–64: Wohnhochhaus Sankt-Alban-Anlage, Basel mit Christoph E. Hoffmann
- 1962–1967: Zum Bauhof, Wohn- und Geschäftszentrum, Zürich
- 1962–1964: Saxerriet, Offene Strafanstalt, Salez
- 1963–1964: Geschäftshaus Papyrus, Bahnhofstrasse 27, Buchs SG
- 1967: Schweizer Pavillon, Expo '67, Montreal
- 1965–1968: Suisa-Verwaltungsgebäude, Zürich
- 1968: Rathaus, Buchs SG
- 1967–1969: BP-Hauptsitz, Zürich
- 1968–1972: Friedhof Üetliberg, Zürich
- 1971–76: Geschäftshaus an der Theaterstrasse 12, Zürich
- 1973–1975: Geschäftshaus Modissa, Zürich
- 1978–1982: Erweiterungsplan SBV, Zürich
- 1986–1992: Überbauung Sihlag, Zürich
- Geschäftshaus Abraham, Zürich

## Belege
1. ↑  N.N.: Verbände - Neuaufgenommene Mitglieder des BSA. In: Das Werk. Band 47, Nr. 1, 1960, S. 3* (e-periodica.ch).
2. ↑  N.N.: Der Schweizer Pavillon an der Internationalen Weltausstellung 1958 in Brüssel. In: Das Werk. Band 45, Nr. 10, 1958, S. 345 ff., doi:10.5169/seals-35084.
3. ↑  N.N.: Der Schweizer Pavillon an der Expo 67 in Montreal : Projektierung, Koordination und Bauleitung Werner Gantenbein BSA/SIA, Zürich. In: Das Werk. Band 54, Nr. 11, 1967, S. 714 ff., doi:10.5169/seals-42106.
4. ↑  Werner Gantenbein: Neubau Geschäftshaus Modissa AG, Bahnhofstrasse 74, Zürich: die architektonische Lösung. In: Schweizerische Bauzeitung. Band 93, 1975, S. 389 ff., doi:10.5169/seals-72769.
5. ↑  N.N.: "Zum Bauhof" in Zürich-Oerlikon : 1967, Architekt Werner Gantenbein BSA/SIA, Zürich und Buchs. In: Das Werk. Band 55, Nr. 4, 1968, S. 234 ff., doi:10.5169/seals-42893.
6. ↑  Stadt Zürich (Hrsg.): Bauten, Gärten und Anlagen - Inventarergänzung 1960-1980. 2013 (stadt-zuerich.ch [PDF; 6,9 MB]).
7. ↑  Maissen, Carmelia: Bauen für die Gemeinschaft : über das Churer Schulhaus Otto Barblan von Monica Brügger. In: e-periodica. ETH Zürich, abgerufen am 22. April 2021.

| Personendaten    | Personendaten       |
| ---------------- | ------------------- |
| NAME             | Gantenbein, Werner  |
| KURZBESCHREIBUNG | Schweizer Architekt |
| GEBURTSDATUM     | 7. Oktober 1924     |
| GEBURTSORT       | Buchs SG            |
| STERBEDATUM      | 25. April 2004      |
| STERBEORT        | Zumikon             |